# Attignat
Attignat ist eine französische Gemeinde mit 3.372 Einwohnern (Stand 1. Januar 2022) im Département Ain in der Region Auvergne-Rhône-Alpes.

## Geographie

### Lage

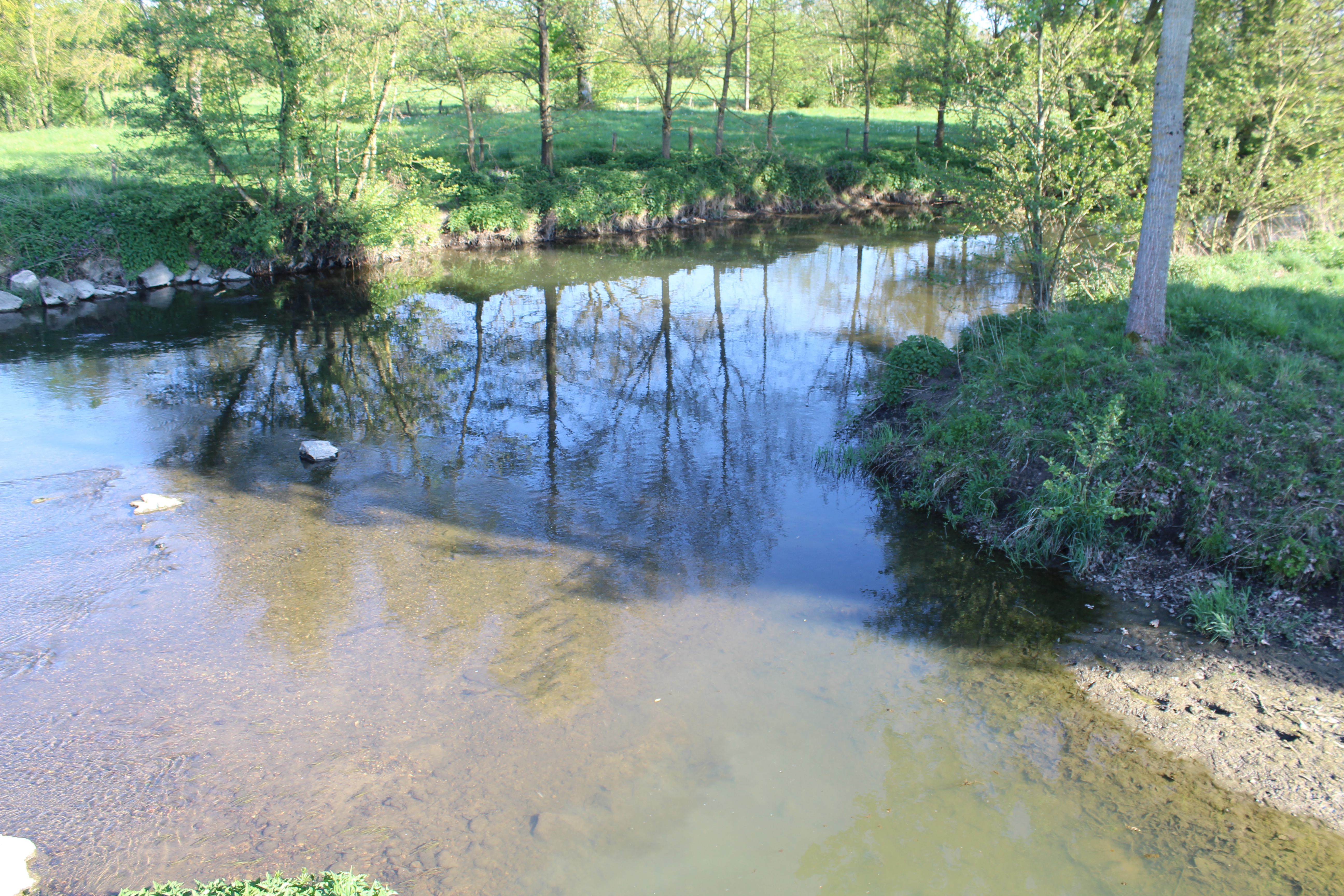
Die Reyssouze in Attignat

Attignat liegt auf 223 m, etwa elf Kilometer nordwestlich der Präfektur Bourg-en-Bresse und 25 Kilometer östlich der Stadt Mâcon (Luftlinie). Das Dorf erstreckt sich in der historischen Provinz Bresse im Tal der Reyssouze, in die hier der Jugnon einmündet. Nachbargemeinden von Attignat sind Bresse Vallons mit Cras-sur-Reyssouze im Norden, Marboz im Nordosten, Viriat und Polliat im Süden sowie Saint-Martin-le-Châtel im Westen.

### Topographie
Die Fläche des 18,69 km² großen Gemeindegebiets umfasst einen Teil der südlichen Bresse, einer besonders durch die Landwirtschaft geprägten Ebene zwischen dem Jura-Gebirge und dem Fluss Saône. Es wird von der Reyssouze von Süden nach Norden einem breiten, zwischen 10 und 20 Meter in die Landschaft eingetieften Tal durchquert. Im Bereich von Attignat schlängelt sich der Fluss durch die Talebene und bildet mehrere Weiher. Im Osten und Westen schließen sich kleinere Waldstücke an, durch die die Gemeindegrenze verläuft. Landwirtschaftliche Nutzung macht den Großteil der Landbedeckung aus (Wiesen etwa 45 %, Felder 16 %, sonstige 14 %) gefolgt von bebauten Flächen mit 12 % und Wäldern mit 11 %.

### Gemeindegliederung
Das Hauptdorf Attignat auf der Westseite der Reyssouze gliedert sich in den eigentlichen Ortskern und die Ortsteile Charmeil und Vacagnole südlich davon. Auf der Ostseite befindet sich Crangeat. Jeder Ortsteil ist jeweils in weitere Siedlungsgebiete mit eigenen Namen unterteilt, daneben gibt es auch einzelstehende Weiler und Höfe. In Jalamont im Nordosten der Gemeinde gruppieren sich heute einige Bauernhöfe um die Überreste des mittelalterlichen Familiensitzes. Bis auf einige ehemalige Mühlen ist die Talmulde der Reyssouze kaum bebaut.

## Geschichte
Kleinfunde gallorömischer Ziegel und Gebrauchsgegenstände auf dem Gemeindegebiet weisen auf eine Besiedelung während der Römerzeit hin. Im Hochmittelalter erschien die zum Bistum Lyon gehörende Pfarrei in Attignat erstmals 1184 als Prioratus de Antiniaco. Spätere Bezeichnungen waren Attiniacus (1250) und Attignia (1272, 1325). Das Gebiet von Attignat gehörte im Mittelalter den Herren von Bâgé und gelangte als Mitgift 1272 in den Besitz der Grafen von Savoyen.
Die heutigen Ortsteile Jalamonde (Jalamondes 1355) und Crangeat (Crangia 1335) waren im Mittelalter getrennte Herrschaftssitze mit einer eigenen kleinen Burg. Mit dem Vertrag von Lyon wurde die gesamte Bresse 1601 Teil Frankreichs.
Von 1793 bis 2015 gehörte Attignat zum Wahlkreis (Kanton) Montrevel-en-Bresse. 2015 war Attignat die nach Einwohnern größte Gemeinde im Wahlkreis und übernahm daher anstelle von Montrevel-en-Bresse die Rolle als „Hauptort“.

### Bevölkerungsentwicklung
| Jahr                       | 1962 | 1968 | 1975 | 1982 | 1990 | 1999 | 2006 | 2011 | 2020 |
| -------------------------- | ---- | ---- | ---- | ---- | ---- | ---- | ---- | ---- | ---- |
| Einwohner                  | 1205 | 1236 | 1279 | 1682 | 1776 | 1924 | 2487 | 3023 | 3299 |
| Quellen: Cassini und INSEE |      |      |      |      |      |      |      |      |      |

Mit 3372 Einwohnern (Stand 1. Januar 2022) gehört Attignat zu den mittelgroßen Gemeinden des Départements Ain. Nachdem die Einwohnerzahl in der ersten Hälfte des 20. Jahrhunderts leicht rückläufig war (1901 wurden noch 1305 Einwohner gezählt), wird seit Mitte der 1970er Jahre wieder eine deutliche Bevölkerungszunahme verzeichnet. Die Ortsbewohner von Attignat heißen auf Französisch Attignatis.

## Wirtschaft und Infrastruktur
Attignat ist bis heute ein vorwiegend durch die Landwirtschaft geprägtes Dorf, dessen Höfe in den Bereichen Viehzucht und Feldwirtschaft aktiv sind. Daneben gibt es heute verschiedene Betriebe des lokalen Kleingewerbes und einige mittelständische Betriebe. Mittlerweile hat sich das Dorf auch zu einer Wohngemeinde entwickelt. Viele Erwerbstätige sind Wegpendler, die in den größeren Ortschaften der Umgebung, vor allem im Raum Bourg-en-Bresse, ihrer Arbeit nachgehen.
Die Ortschaft gruppiert sich um die Durchgangsstraße D976, die als Departementsstraße die Städte Bourg-en-Bresse und Tournus verbindet. Daneben verbindet ein dichtes Netz von Nebenstraßen die verschiedenen Ortsteile mit ihren Nachbargemeinden. Am Südrand verläuft die Autobahn A40 (Genf–Mâcon) mit einer Anschlussstelle auf dem Gemeindegebiet. Als Flughäfen in der Region kommen Lyon-St-Exupéry (79 km) und Genf (127 km) in Frage.

### Bildung
In Attignat befinden sich zwei Grundschulen (école primaire) mit eingegliederten Vorschulklassen.

## Sehenswürdigkeiten
Die Kirche Saint-Loup in Attignat stammt aus dem 15. Jahrhundert. Ihr Glockenturm musste nach der Französischen Revolution wieder aufgebaut werden. Das Château de Salvert im Zentrum von Attignat war einst Sitz der Herrschaft und wurde nach der Französischen Revolution ebenfalls wieder aufgebaut. Seine Gärten sind als monument historique eingeschrieben.  Es ist heute im Besitz der Gemeinde und beherbergt die Stadtbücherei. Die größeren Säle werden von der Gemeinde für private Veranstaltungen vermietet.
Von der Burg in Jalamonde ist nur noch der quadratisch angelegte Wassergraben erhalten.

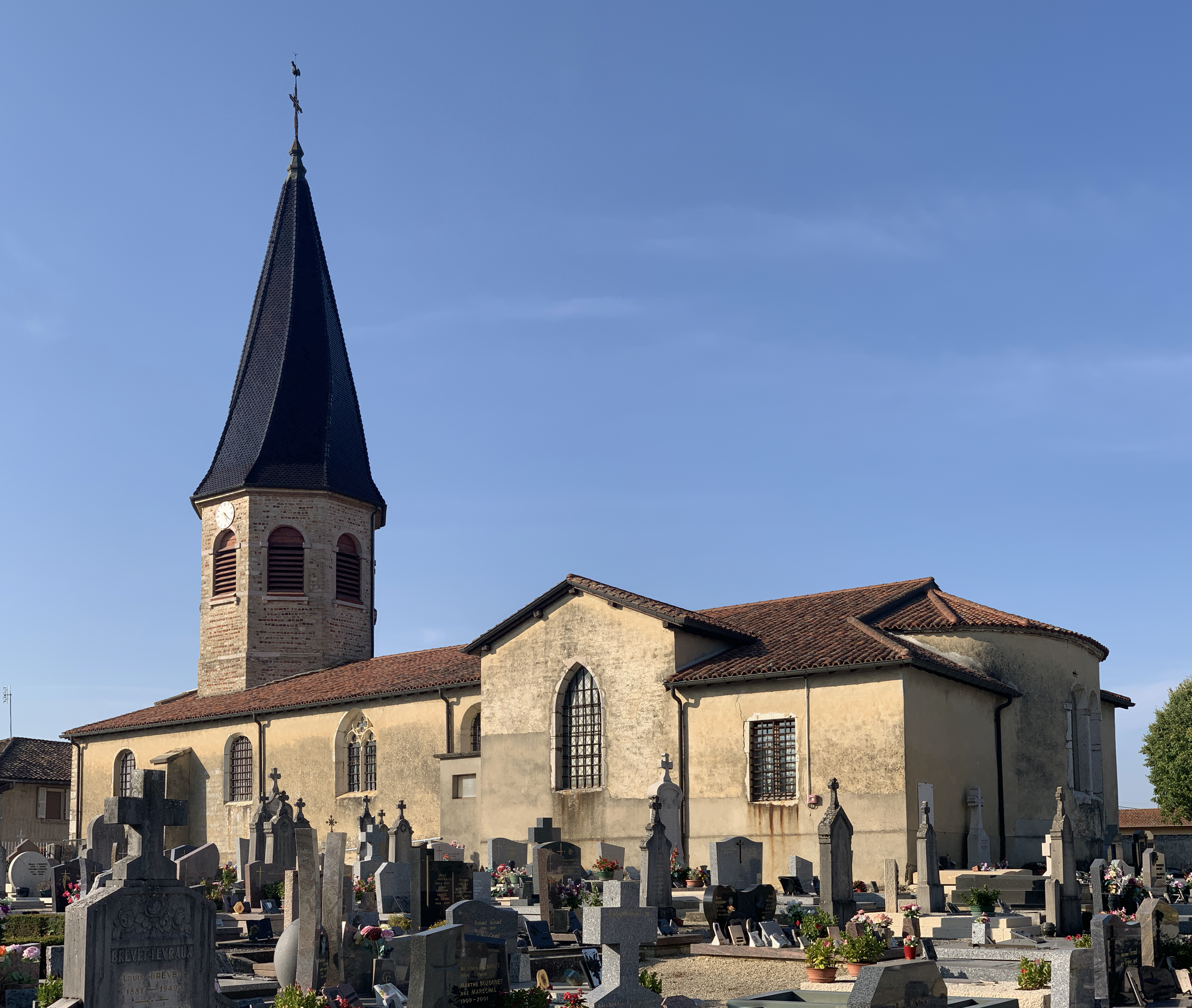
Kirche Saint-Loup
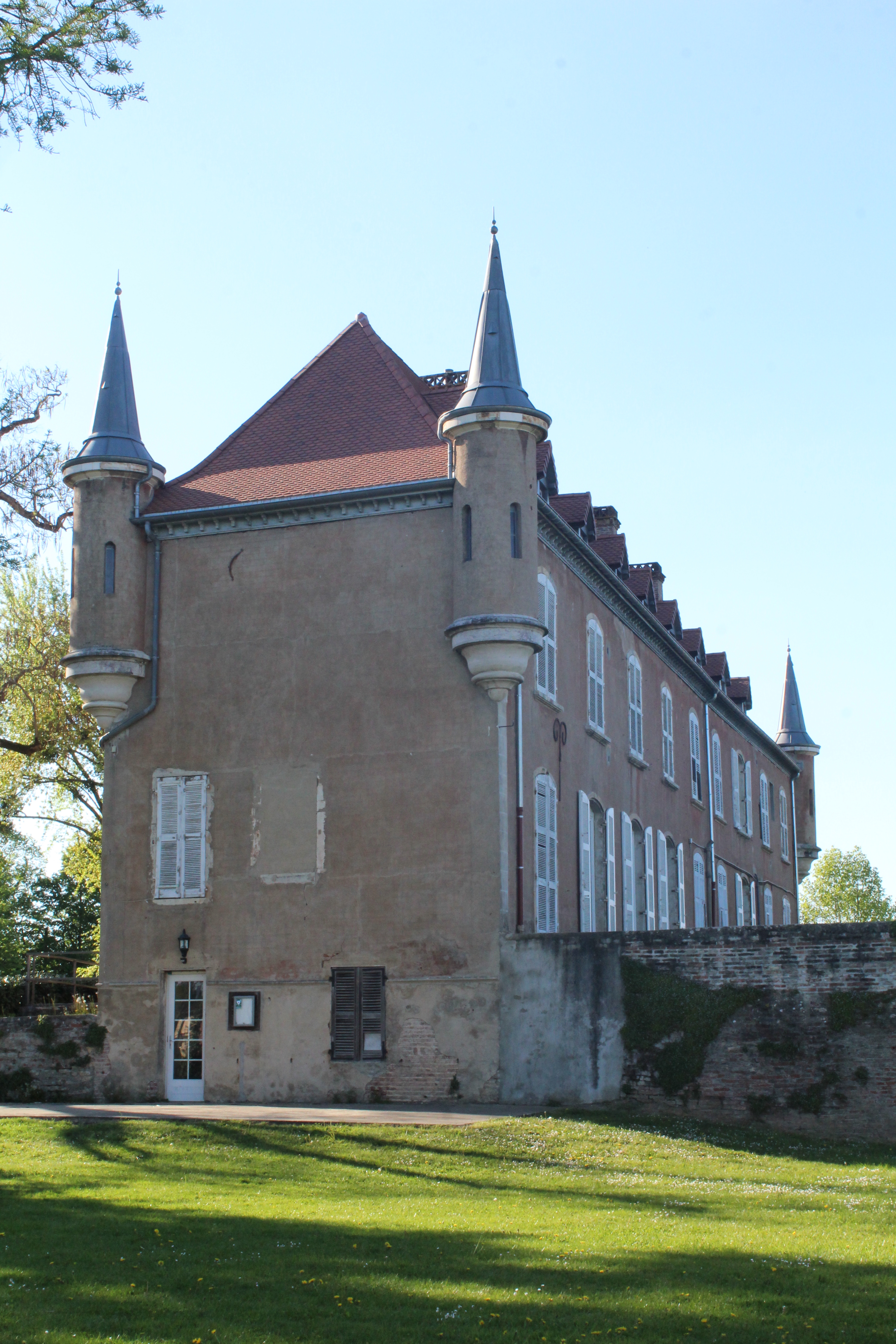
Schloss Salvert
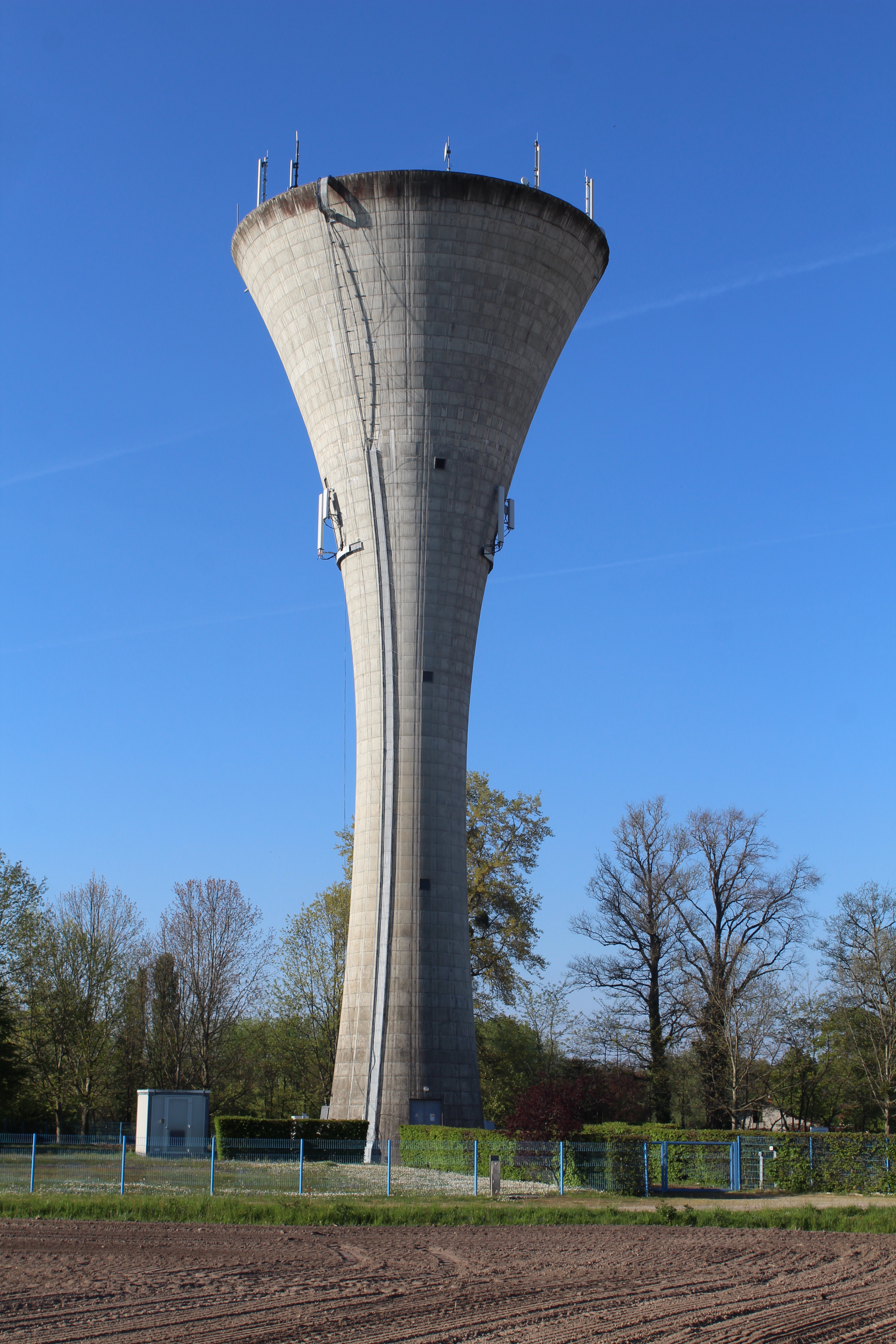
Wasserturm
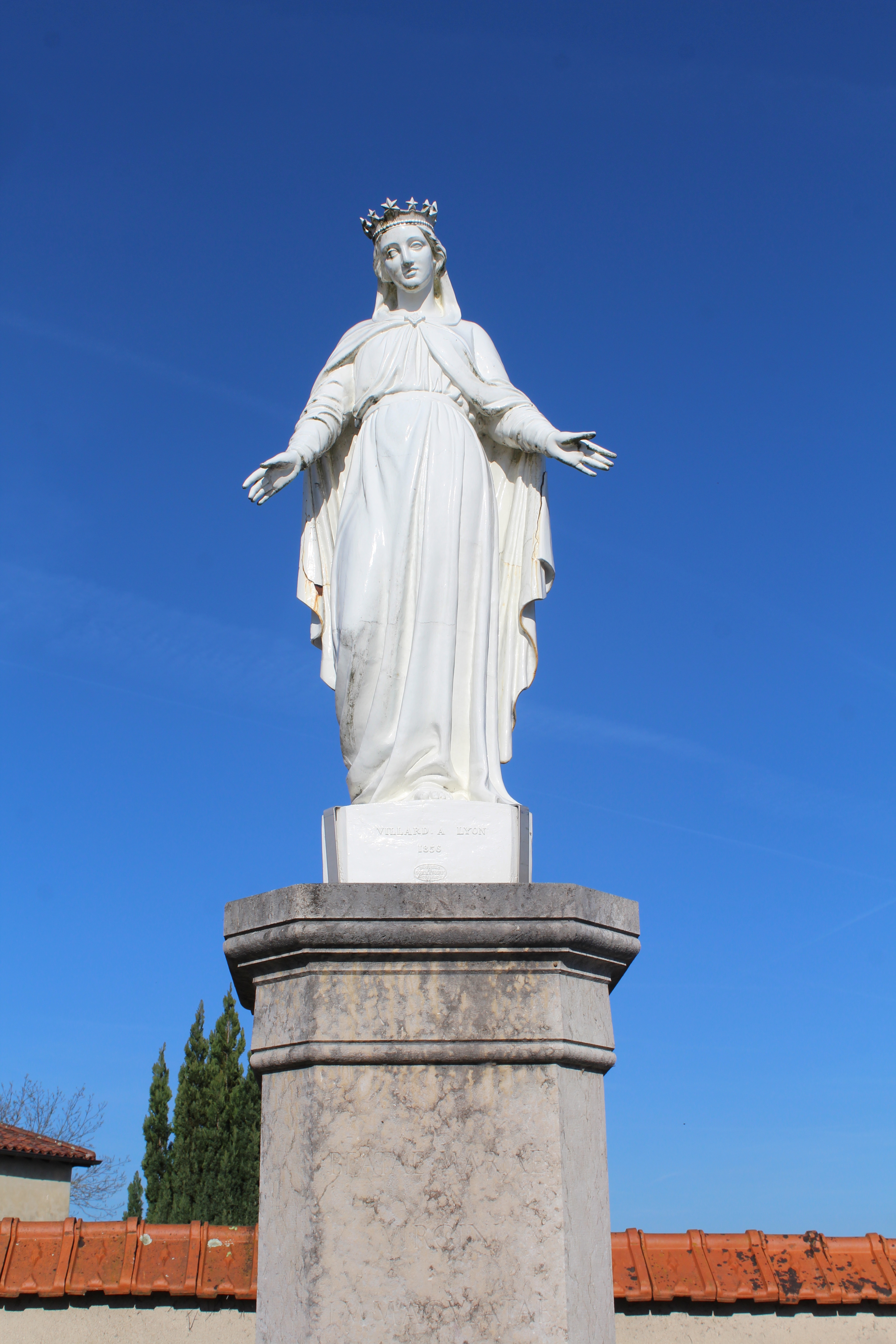
Marienstatue
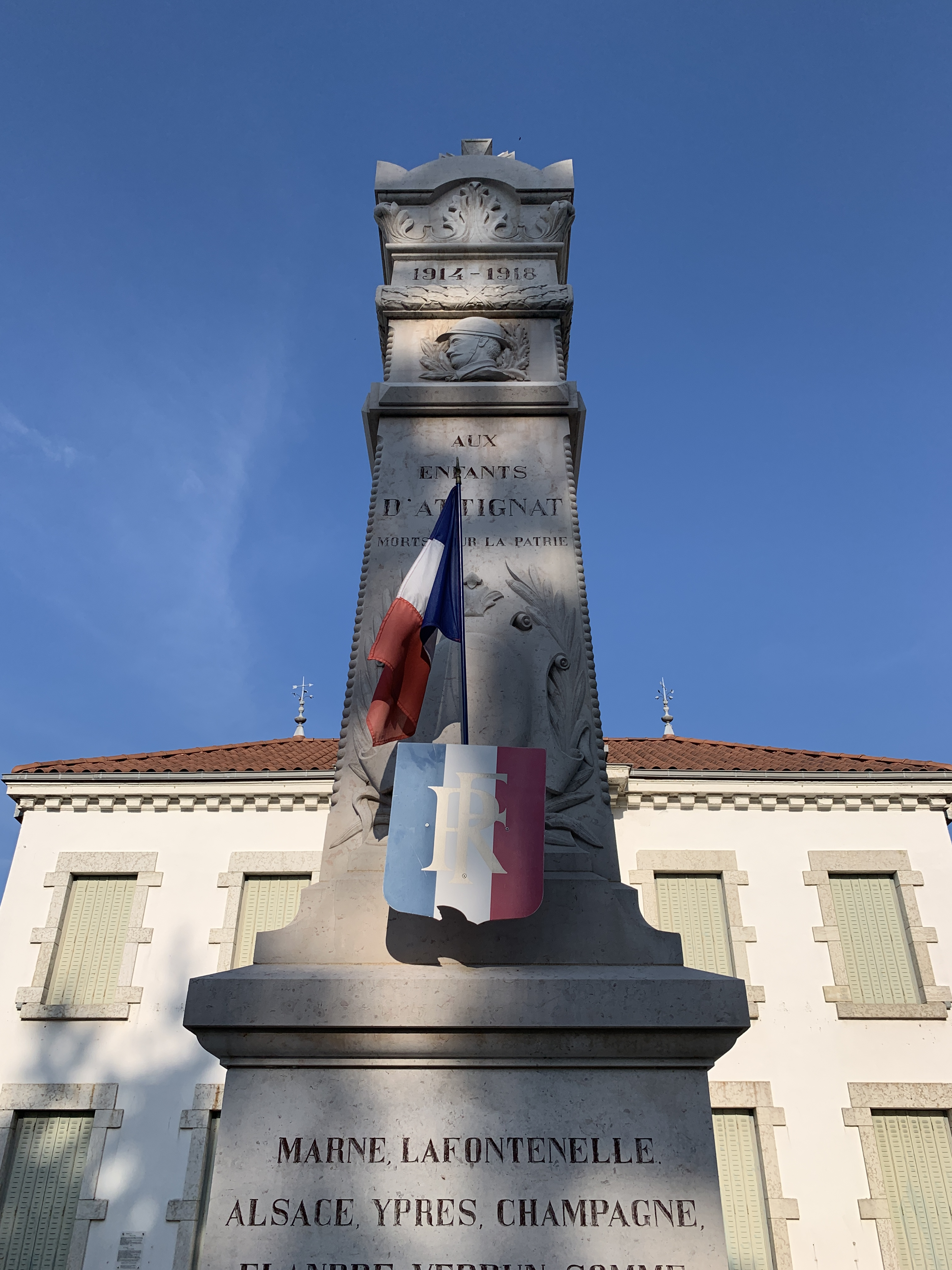
Gefallenendenkmal